# Adolf Grohmann
Adolf Grohmann (Graz, 1º marzo 1887 – Innsbruck, 21 settembre 1977) è stato un arabista ed ebraista austriaco.

## Biografia
Dopo il diploma di scuola superiore, Grohmann si dedicò allo studio delle seguenti materie presso l'Università di Vienna: filologia semitica, egittologia, storia culturale del Vicino Oriente e archeologia orientale. Conseguito il dottorato, nel 1916 ottenne l'abilitazione all'insegnamento universitario in linguistica e archeologia del Vicino Oriente e, sei anni più tardi, fu nominato professore associato.
Nel 1918 Grohmann divenne capo della collezione di papiri della Biblioteca nazionale austriaca.
Nel 1923 accettò la cattedra di filologia semitica presso l'Università tedesca di Praga, docenza che mantenne fino al 1945, quando andò a dirigere l'"Istituto orientale" della Fondazione Reinhard Heydrich. Dal 1949 al 1956 tenne la cattedra di storia e archeologia musulmana presso l'Università Fu'ad I, odierna Università del Cairo. Dal 1949 al 1962 fu anche professore onorario all'Università di Innsbruck.
Nel 1914 partecipò allo scavo austro-ungarico a Balata, in Palestina. Nel 1930 fu incaricato della pubblicazione dei papiri arabi della Biblioteca Reale Egiziana del Cairo. Dal 1930 al 1939 soggiornò a questo scopo al Cairo durante alcuni mesi dell'anno. Nella primavera del 1939 Grohmann si trovava in Egitto. Nel 1938 era stato accettato come membro corrispondente dell'Accademia austriaca delle scienze (di cui divenne membro effettivo nel 1961) e come membro dell'Istituto Egizio del Cairo.
Nel dicembre 1938 Grohmann, che allora insegnava a Praga, entrò a far parte del NSDAP (numero di iscrizione 6.652.055). Nel marzo 1941, Grohmann fu incaricato di "visitare una biblioteca ebraica in Moravia-Ostrau contenente 4.000 volumi, e, se necessario, di occuparsene per il seminario di Praga".  Nell'ottobre 1941, Grohmann fu informato dal Ministero per la Scienza, l'Educazione e la Cultura Popolare (REM) del Reich che Adolf Hitler lo aveva "nominato professore ordinario al servizio del Reich, ascrivendogli lo status di funzionario a vita". Il REM aveva concordato con il Protettorato di Boemia e Moravia che, con decorrenza dal 1º agosto 1941, gli fosse conferito il posto vacante di professore ordinario presso la Facoltà di Filosofia dell'Università Carlo Tedesca di Praga e che fosse contemporaneamente nominato Direttore del Seminario di Filologia Semitica e Studi sull'Islam presso lo stesso ateneo.
Quando gli orientalisti di Amburgo Arthur Schaade e Carl Rathjens gli chiesero di affrontare la studentessa di dottorato ebrea tedesca Hedwig Klein, che nel 1939 aveva tentato senza successo di emigrare in India passando da Anversa e che era stata deportata ad Auschwitz l'11 luglio 1942, Grohmann reagì negativamente; dichiarò di non ritenere "che un'ulteriore collaborazione da parte delle suddette persone sia un'opzione, se non altro per ragioni di prestigio". Klein fu assassinata ad Auschwitz.  Poco prima della fine della guerra, Grohmann presentò una richiesta al curatore delle università scientifiche tedesche a Praga “per un rilascio dal servizio per il periodo dal 15/3 al 20 aprile 1945" allo scopo di svolgere un incarico di ricerca affidatomi nell'ambito della Fondazione Reinhard e dall'Istituto di Studi Orientali". A questo punto, Grohmann aveva già organizzato la sua fuga in Austria e il salvataggio della sua biblioteca privata. Nel 1945 Grohmann fuggì a Innsbruck.
Adolf Grohmann era ed è tuttora considerato un esperto di papirologia ed epigrafia araba. "Non puoi evitare la sua Arabische Paläographie, un'opera di riferimento sulla letteratura araba, se sei scientificamente coinvolto con l'arabo", dice Gudrun Harrer, che ha descritto la carriera di Grohmann da Praga (1941) fino al "nuovo inizio" seguito alla cesura del 1945, “tipica di quella generazione di orientalisti austriaci che furono dominati dai nazionalisti tedeschi, poi nazisti”.

## Opere selezionate
- Über den Ursprung und die Entwicklung der äthiopischen Schrift, 1914
- Aethiopische Marienhymnen Lipsia 1919.
- Süd-arabien als Wirtschaftsgebiet. vol. 1, serie Schriften der philosophischen Fakultät der Deutschen Universität in Prag, 7 Rohrer, 1930
- Stand und Aufgaben der arabischen Papyrologie im Rahmen der Arabistik. 1939
- Arabic Papyri in the Egyptian Library, Egyptian Library Press, 1955
- Einführung und Chrestomathie zur arabischen Papyruskunde. vol. 1, Státni pedagogické nakladelstvi, Praga 1955
- Studien zur historischen Geographie und Verwaltung des frühmittelalterlichen Ägypten, Rohrer, 1959
- Paläographische Probleme im Rahmen der arabischen Papyrologie, Rohrer, 1960
- Papyrologische Studien : zum privaten und gesellschaftlichen Leben in den ersten islamischen Jahrhunderten, Otto Harrassowitz Verlag, Wiesbaden 1995